# John Thomas Graves
John Thomas Graves   (Dublín, 4 de desembre de 1806 - Cheltenham, 29 de març de 1870) fou un matemàtic i jurista, d'origen irlandès i germà del també conegut bisbe i matemàtic Charles Graves.

## Vida i Obra
Graves va estudiar al Trinity College (Dublín) on va ser company de William Rowan Hamilton i on va obtenir el primer premi en humanitats en graduar-se. A continuació va obtenir el seu master en lleis a la universitat d'Oxford i va ingressar al col·legi d'advocats de Londres. Entre 1839 i 1843 va ser professor de jurisprudència al University College de Londres. A partir de 1843 va ser successivament comissionat i inspector de la Poor Law (Llei dels pobres, una mena d'institució assistencial).
Com jurista, la seva obra més important són les dotze classes sobre Dret de les Nacions, publicades el 1845 i basades en les classes que havia donat al University College. També va escriure diversos articles i biografies per enciclopèdies i diccionaris.
Però Graves és més conegut per la seva obra matemàtica. La seva amistat amb Hamilton va fer que mantingués una copiosa correspondència discutint temes matemàtics fonamentals. Graves va publicar articles importants en aquest camp, entre els quals sobresurt el publicat el 1845 on planteja per primer cop els octonions.
Una altra faceta important de la seva vida va ser la de col·leccionista de manuscrits i llibres matemàtics que va donar, el 1870 després de la seva mort, a la biblioteca del University College.